# Kárpáty Ottó
Kárpáty Ottó, Kahányecz Ottó Ármin, névváltozat: Kárpáti (Imrikfalva, 1889. február 24. – Budapest, 1948. március 15.) magyar gyógypedagógus, az első magyarországi Csökkentlátásúak iskolájának vezetője (1928).

## Életpályája
Kahányecz István és Weisser Mária fiaként született. Kahanyecz családi nevét 1902-ben Kárpátira változtatta. A Vakok József Nádor Királyi Országos Intézetében Herodek Károly igazgató megbízásából 10 éven át tanított eltérő fokban látássérült gyermekeket, amikor egy különböző osztályfokon álló tanulócsoporttal hivatalosan is megindulhatott a csökkentlátók gyógyító nevelése Magyarországon (1928). Kárpáty Ottó megfigyelései, kísérletei maradandóak. 1929. május 18-án Budapesten feleségül vette a nála 14 évvel fiatalabb Daničic Ilonát. Halálát szívkoszorúér-elmeszesedés, vesezsugor okozta.

## Munkáiból
- Bepillantás a csökkentlátású gyermekek oktatásának módszeres munkájába. Magyar Gyógypedagógia, 1929. 1-2. 17-24.